# تشان ينغ جان
تشان ينغ جان (بالصينية: 詹詠然) مواليد 17 أغسطس 1989 في تاي شانغ، تايوان، هي لاعبة كرة مضرب تايوانية تلعب باليد اليمنى بدأت مسيرتها كمحترفة عام August 2004 وتحتل حالياً المرتبة رقم. 249 (مايو 26, 2014) في تصنيف رابطة محترفات كرة المضرب.

## روابط خارجية
- تشان ينغ جان على موقع رابطة محترفات التنس (الإنجليزية)
- تشان ينغ جان على موقع الاتحاد الدولي لكرة المضرب (الإنجليزية)
- تشان ينغ جان على موقع كأس بيلي جين كينغ (الإنجليزية)
- تشان ينغ جان على موقع خلاصة التنس.كوم (الإنجليزية)
- تشان ينغ جان على موقع إي إس بي إن.كوم (الإنجليزية)
- تشان ينغ جان على موقع اللجنة الأولمبية الدولية (الإنجليزية)
- تشان ينغ جان على موقع أوليمبيديا (الإنجليزية)